# Ligat Nashim
In der Ligat Nashim (Hebräisch: ליגת על נשים; Übersetzung: Liga der Frauen) wird seit 1998 vom nationalen Fußballverband IFA die Meisterschaft der Frauenfußballvereine von Israel organisiert. Mit dem Gewinn des Meistertitels ist die Teilnahme an der UEFA Women’s Champions League verbunden.
Die Frauenliga firmierte die ersten zwölf Jahre ihres Bestehens eingleisig, bis ihr zur Saison 2010/11 als erster Frauenliga (Ligat Nashim Rishona) eine zweite Frauenliga (Ligat Nashim Shniya) untergeordnet wurde. Die zweite Liga stellt einen Aufstiegsplatz für die erste Liga. In der Saison 2003/04 wurde der Spielbetrieb unterbrochen und der Wettbewerb schließlich ganz eingestellt, nachdem die Spielerinnen für gerechtere Gehaltsauszahlungen in einen Streik getreten waren.
Zeitgleich zur Liga wurde auch der Fußballpokal der Frauen etabliert.

## Meisterschaftsstatistik

### Meister nach Jahren
| - 1998/99 – Maccabi Haifa - 1999/2000 – ASA Tel Aviv - 2000/01 – Hapoel Tel Aviv - 2001/02 – Maccabi Haifa - 2002/03 – Maccabi Cholon - 2003/04 – Meisterschaft abgebrochen - 2004/05 – Maccabi Cholon - 2005/06 – Maccabi Cholon - 2006/07 – Maccabi Cholon - 2007/08 – Maccabi Cholon - 2008/09 – Maccabi Cholon - 2009/10 – ASA Tel Aviv - 2010/11 – ASA Tel Aviv - 2011/12 – ASA Tel Aviv | - 2012/13 – ASA Tel Aviv - 2013/14 – ASA Tel Aviv - 2014/15 – ASA Tel Aviv - 2015/16 – FC Ramat haScharon - 2016/17 – SC Kirjat Gat - 2017/18 – SC Kirjat Gat - 2018/19 – ASA Tel Aviv - 2019/20 – FC Ramat haScharon - 2020/21 – SC Kirjat Gat - 2021/22 – SC Kirjat Gat - 2022/23 – SC Kirjat Gat - 2023/24 – SC Kirjat Gat - 2024/25 – SC Kirjat Gat |

### Rekordmeister
| Rang | Klub               | Titel |
| ---- | ------------------ | ----- |
| 1    | ASA Tel-Aviv       | 8     |
| 2    | SC Kirjat Gat      | 7     |
| 3    | Maccabi Cholon     | 6     |
| 4    | Maccabi Haifa      | 2     |
| 4    | FC Ramat haScharon | 2     |
| 6    | Hapoel Tel Aviv    | 1     |

## Torschützenköniginnen
| Saison    | Spielerin       | Verein             | Tore |
| --------- | --------------- | ------------------ | ---- |
| 1998/99   | ?               | ?                  |      |
| 1999/2000 | ?               | ?                  |      |
| 2000/01   | ?               | ?                  |      |
| 2001/02   | ?               | ?                  |      |
| 2002/03   | ?               | ?                  |      |
| 2003/04   | ?               | ?                  |      |
| 2004/05   | ?               | ?                  |      |
| 2005/06   | ?               | ?                  |      |
| 2006/07   | Silvi Jan       | Maccabi Cholon     | 63   |
| 2007/08   | Shirley Ohana   | Maccabi Cholon     | 55   |
| 2008/09   | Shirley Ohana   | Maccabi Cholon     | 56   |
| 2009/10   | Shirley Ohana   | Maccabi Cholon     | 47   |
| 2009/10   | Silvi Jan       | ASA Tel Aviv       | 47   |
| 2010/11   | Silvi Jan       | ASA Tel Aviv       | 36   |
| 2011/12   | Silvi Jan       | ASA Tel Aviv       | 34   |
| 2012/13   | Sarit Shenar    | ASA Tel Aviv       | 35   |
| 2013/14   | Sarit Shenar    | ASA Tel Aviv       | 28   |
| 2014/15   | Sarit Shenar    | ASA Tel Aviv       | 31   |
| 2015/16   | Tiffany Cameron | FC Ramat haScharon | 35   |
| 2016/17   | Dovrat Bendel   | SC Kirjat Gat      | 26   |
| 2017/18   | Tábatha         | FC Ramat haScharon | 30   |
| 2018/19   | Shay Sade       | ASA Tel Aviv       | 15   |
| 2019/20   | Shakira Duncan  | ASA Tel Aviv       | 12   |
| 2020/21   | Koral Hazan     | Maccabi Emek Hefer | 16   |
| 2021/22   | Flavia          | SC Kirjat Gat      | 18   |
| 2022/23   | Danyelle        | SC Kirjat Gat      | 25   |
| 2023/24   | Danyelle        | SC Kirjat Gat      | 25   |
| 2024/25   | Danyelle        | SC Kirjat Gat      | 30   |